# Crematogaster kneri
Crematogaster kneri är en myrart som beskrevs av Mayr 1862. Crematogaster kneri ingår i släktet Crematogaster och familjen myror.

## Underarter
Arten delas in i följande underarter:
- C. k. behanzini
- C. k. dakarensis
- C. k. funerea
- C. k. kneri
- C. k. pronotalis